# Under the Influence: A Tribute to the Legends of Hard Rock
Under the Influence: A Tribute to the Legends of Hard Rock é o segundo EP da banda inglesa de rock Asking Alexandria. Foi lançado em 28 de novembro de 2012 pela Sumerian Records e inclui várias covers de músicas de bandas de hard rock, bem como uma música original intitulada "Run Free". Esta foi lançada como single do EP.

## Faixas
| N.º            | Título                                            | Duração |  |
| 1.             | "Separate Ways (Worlds Apart)" (cover de Journey) | 5:23    |  |
| 2.             | "Kickstart My Heart" (cover de Mötley Crüe)       | 4:20    |  |
| 3.             | "Here I Go Again" (cover de Whitesnake)           | 5:10    |  |
| 4.             | "Hysteria" (cover de Def Leppard)                 | 5:25    |  |
| 5.             | "Run Free"                                        | 4:13    |  |
| Duração total: | Duração total:                                    | 26:40   |  |

## Créditos

### Asking Alexandria
- Danny Worsnop - vocais principais teclados, sintetizadores
- Ben Bruce - guitarras solo, vocais de apoio
- Cameron Liddell - guitarra rítmica, vocal de apoio
- Sam Bettley - baixo
- James Cassels - bateria

Produção
Joey Sturgis (faixa 5)
| Críticas profissionais | Críticas profissionais |
| Avaliações da crítica  | Avaliações da crítica  |
| Fonte                  | Avaliação              |
| ---------------------- | ---------------------- |
| Artistdirect           | [ 4 ]                  |
| Get eXposed Music      | C−                     |